# Jeep Wagoneer
Der Jeep Wagoneer war ein frühes SUV, das Jeep unter wechselnden Firmeneignern von 1963 bis 1991 herstellte. Er wurde 28 Jahre lang ohne große mechanische Veränderungen gebaut. Sein Sechszylinderreihenmotor mit obenliegender Nockenwelle und seine vordere Einzelradaufhängung (beide später eingestellt), sowie verschiedene Ausstattungsdetails, die es vorher noch nie bei einem vierradgetriebenen Fahrzeug gegeben hatte (wie zum Beispiel Servolenkung und Automatikgetriebe), machten ihn damals revolutionär. Es gab auch eine verstärkte Vorderachse. Verglichen mit dem International Harvester Scout und Land Rover Defender, beides kleine Nutzfahrzeuge mit spartanischer, Lkw-ähnlicher Ausstattung, war der Wagoneer der erste luxuriöse 4×4. Der erste Wagoneer wurde auf der SJ-Plattform aufgebaut. Er wurde sieben Jahre vor dem Range Rover vorgestellt.
Einen Wagoneer gab es auch als luxuriöse Version des 1984 vorgestellten Jeep Cherokee, der auf der XJ-Plattform steht. In der Folge wurde der SJ-Wagoneer in Grand Wagoneer umbenannt.
Nach 28 Jahren präsentierte Jeep 2021 wieder einen Wagoneer. Er ist in der Produktpalette mit einer Länge von 5,45 Metern oberhalb des Jeep Grand Cherokee positioniert. 2022 wurde zudem der batterieelektrisch angetriebene Jeep Wagoneer S vorgestellt. Er kam 2024 zunächst in Nordamerika auf den Markt.

## Der SJ-Wagoneer

### Die Anfänge

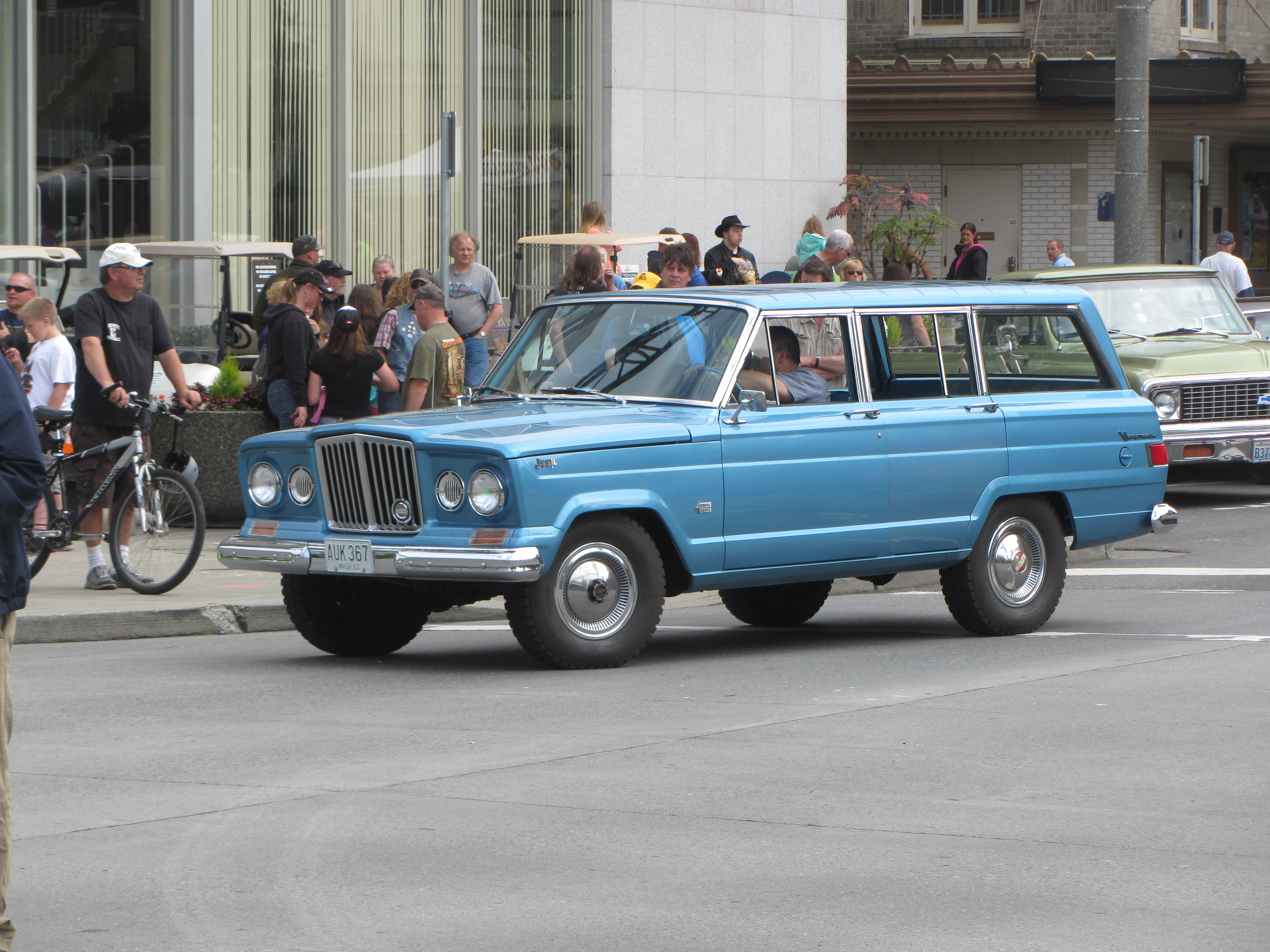
Kaiser Jeep Wagoneer (1963)

Der Wagen wurde in den frühen 1960er-Jahren konstruiert, als Jeep noch zu Kaiser-Jeep gehörte, und wurde auch unter AMC oder Chrysler weitergebaut. Er wurde von Brooks Stevens entworfen. Die Entwicklungskosten beliefen sich auf etwa 20 Millionen US-Dollar. Manchmal wird der Name „Wagoneer“ mit dem des Studebaker Wagonaire verwechselt, einem Kombi mit verschiebbarem Dach, der 1963 eingeführt und ebenfalls von Brooks Stevens konstruiert wurde.
Der originale Wagoneer war ein großer Wagen mit separatem Rahmen, der nach dem Prinzip des Jeep Gladiator aufgebaut war. Die Hinterachse war starr, die Vorderräder waren einzeln aufgehängt. Es gab ihn ursprünglich mit zwei oder vier Türen, den Zweitürer auch als Lieferwagen ohne Fenster hinter der B-Säule und einer geteilten Hecktür anstatt der üblichen einteiligen Hecktür mit Kurbelfenster. 1968 wurden die Zweitürer eingestellt.
Die ersten Wagoneer wurden vom neuen Willys-Sechszylindermotor Tornado mit obenliegender Nockenwelle und 3769 cm³ Hubraum angetrieben. 1966 wurde diese Maschine durch den AMC-OHC-Sechszylinder mit 3801 cm³ ersetzt. Von 1964 bis 1966 gab es auch einen V8 von AMC mit 5359 cm³.

#### Der Super Wagoneer
1966 bis 1969 erschien ein spezieller Super Wagoneer mit einem besonderen AMC-Motor mit 5369 cm³ und später mit einem Buick-Motor mit 5735 cm³. Den Super Wagoneer kann man als Urvater der heutigen luxuriösen SUVs ansehen, da er mit vielen Leistungs- und Komfortdetails versehen war, zum Beispiel Drucktastenradio, einer siebenfach in der Neigung einstellbaren Lenksäule, Innenbeleuchtung am Dachhimmel, Klimaanlage, elektrisch betätigter Hecktür, Bremskraftverstärker, Servolenkung und ein am Armaturenbrett zu bedienendes Automatikgetriebe TH400. Im Iran wurde das Modell bei der Jeep Company von 1967 bis 1974 unter dem Namen Jeep Aho gebaut.

### Die AMC-Jahre
Als AMC 1970 die Marke Kaiser-Jeep kaufte, wurde die Modellpalette von Jeep verfeinert und verbessert. Ab 1971 gab es nur noch AMC-Motoren für den Wagoneer, ab 1974 auch wieder eine zweitürige Version als Jeep Cherokee. In diesen Modellen waren die AMC-Motoren mit Automatikgetrieben von General Motors und später von Chrysler kombiniert.
1978 wurde der bestausgestattete Wagoneer Limited vorgestellt, der auf großes Käuferinteresse stieß. Nicht einmal der Super Wagoneer 1966–1969 war so gut ausgestattet. Der Limited, der zum damals erstaunlich hohen Preis von 10.500 US-Dollar verkauft wurde, bot seinen Käufern Klimaanlage, elektrisch verstellbare Sitze, elektrisch zu betätigende Fenster und Türschlösser, eine einstellbare Lenksäule, einen Tempomat, Lederausstattung, Plüschteppiche und Holzfurnierverzierungen außen. Der Limited war bei denen, die „etwas mehr“ wollten, sofort beliebt und er verkaufte sich von Anfang an sehr gut.
In Ägypten wurde der Wagoneer von 1978 bis 1982 bei dem neu gegründeten Joint-Venture der Arab American Vehicles montiert und war auch dort beliebt. Eine für den dort lokalen Markt entwickelte Version war der Jeep J20, der vor allem bei Reiseveranstaltern Anklang fand und oftmals auch als Wüstenfahrzeug zum Einsatz kam.

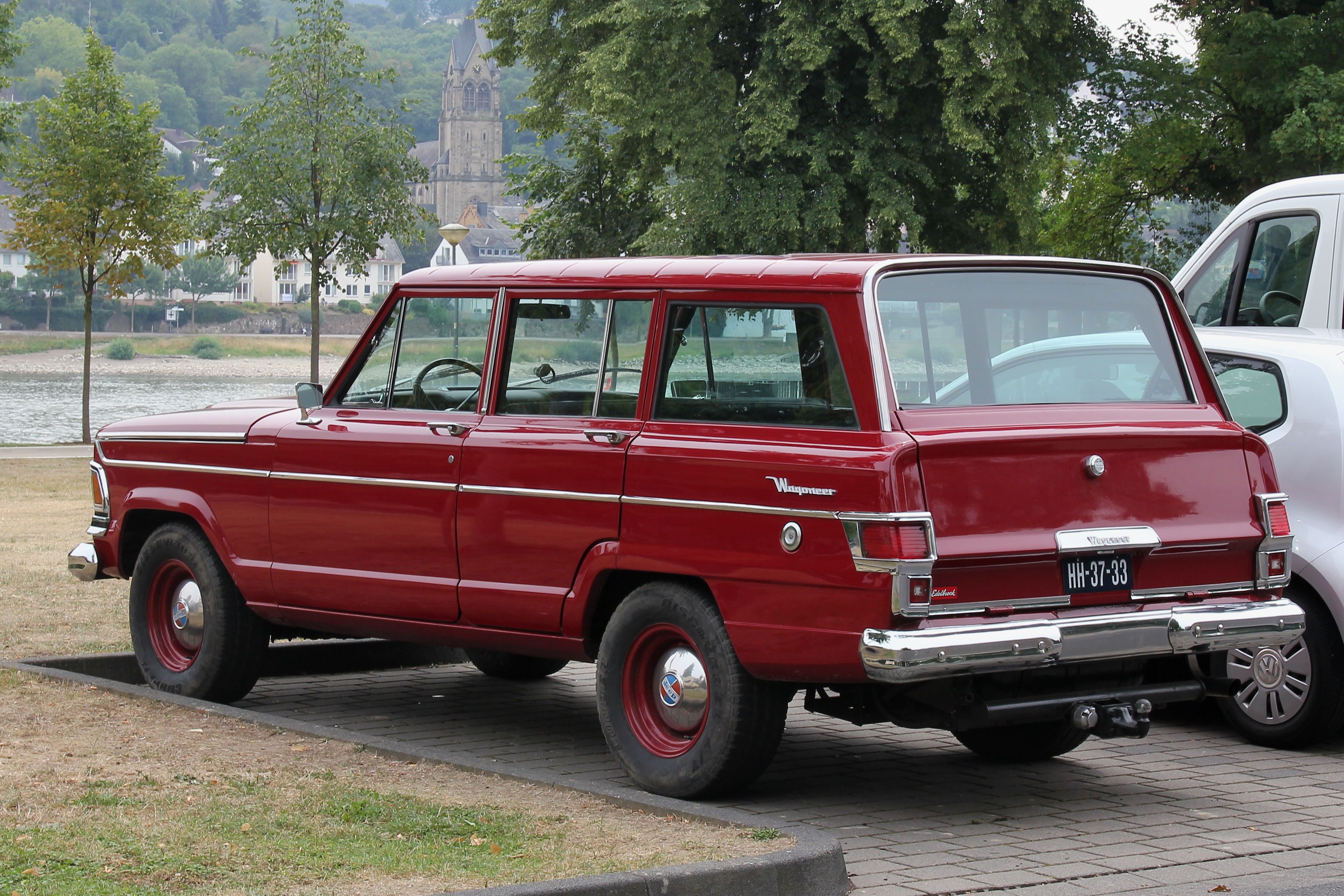
Jeep Wagoneer, etwa 1971, Heckansicht
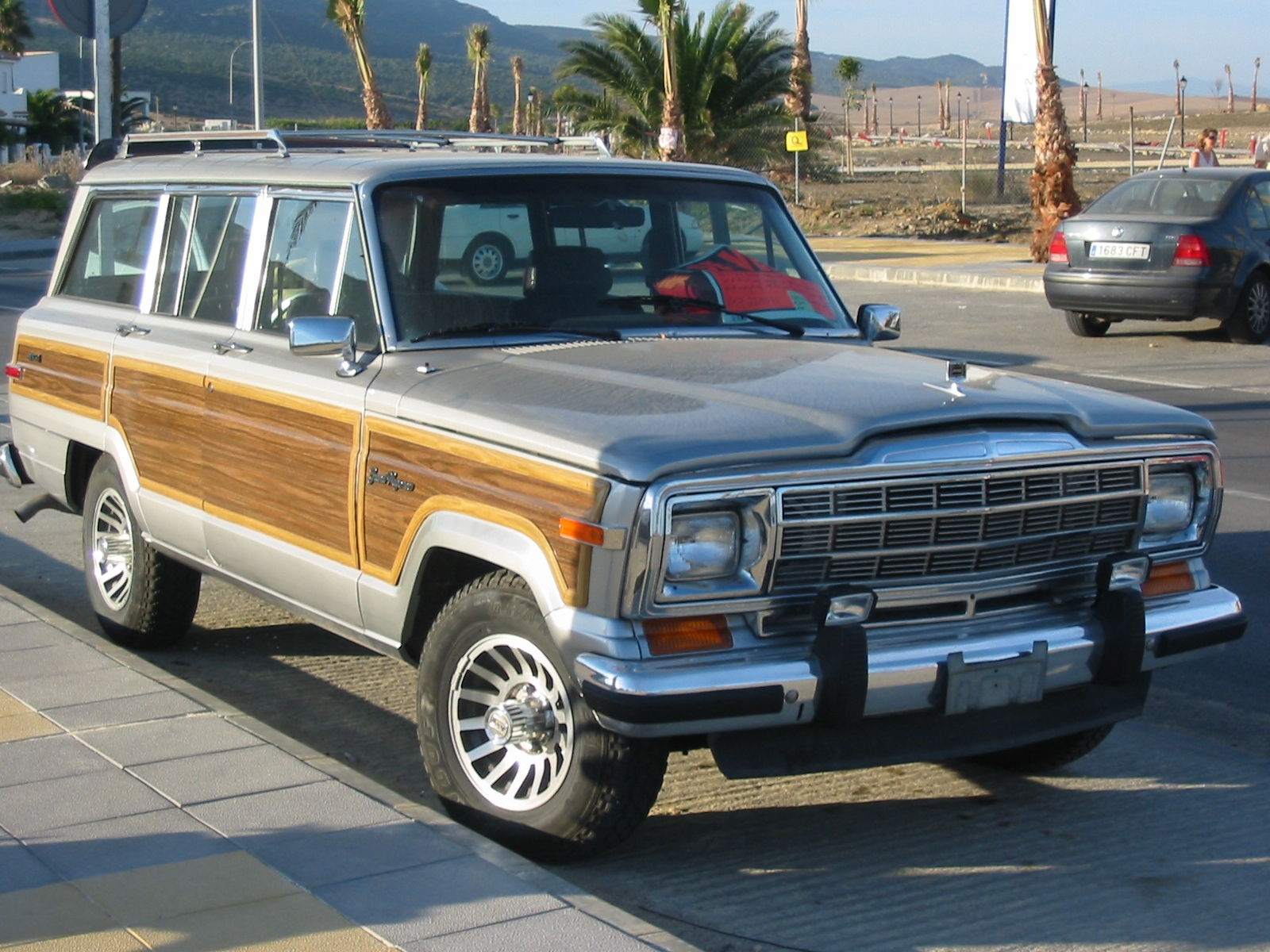
Jeep Grand Wagoneer (1991)
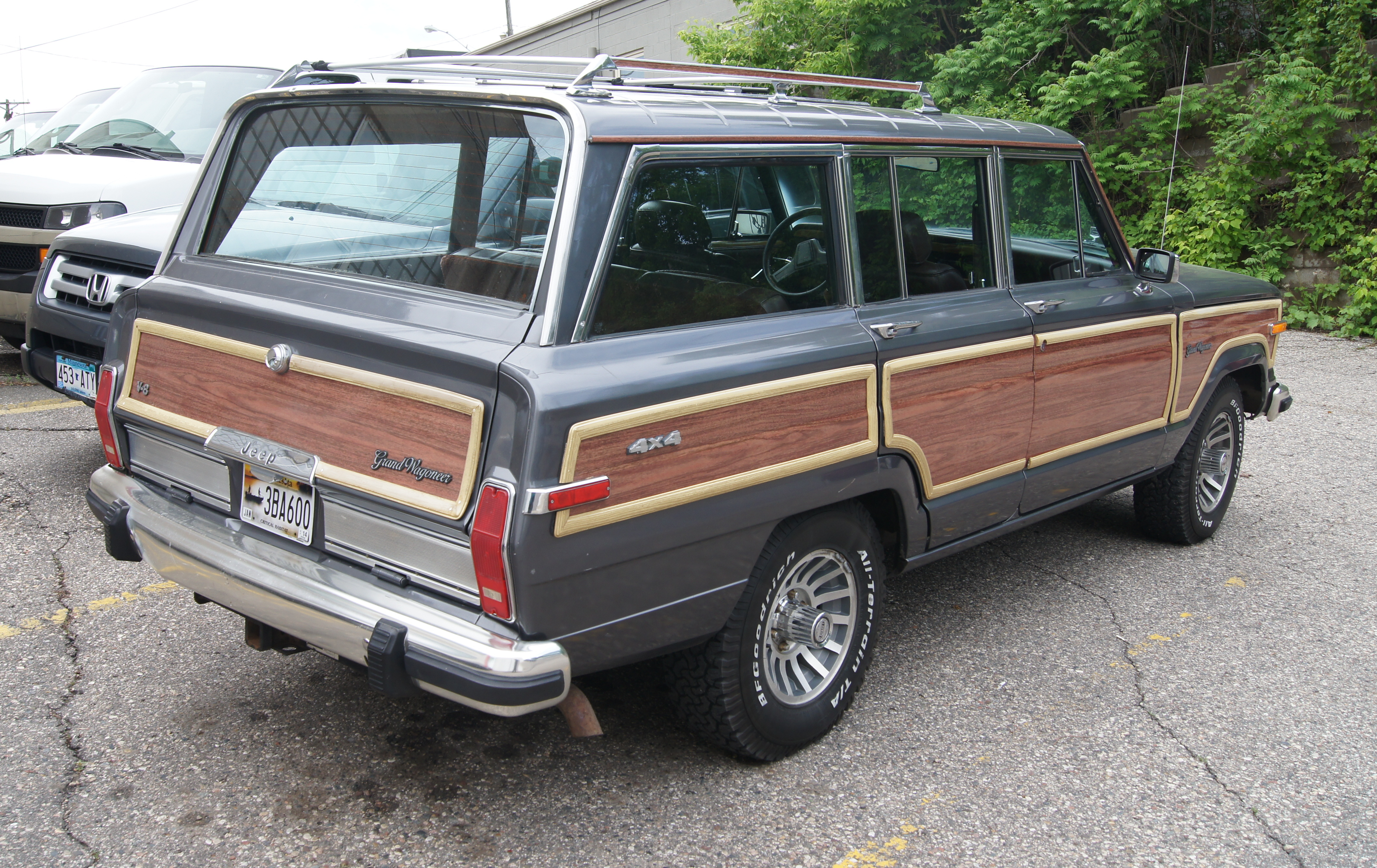
Heckansicht

Anfang der 1980er-Jahre ging die Nachfrage nach Jeep-Fahrzeugen (mit Ausnahme des Wagoneer Limited) wegen der steigenden Kraftstoffpreise zurück, und so wurde der Reihen-Sechszylinder mit 4228 cm³ zur Grundausstattung, wenn auch die besser betuchten Kunden weiterhin fast ausschließlich den größeren, stärkeren V8 mit 5886 cm³ orderten, obwohl dieser mehr Benzin verbrauchte.

### Der Grand Wagoneer

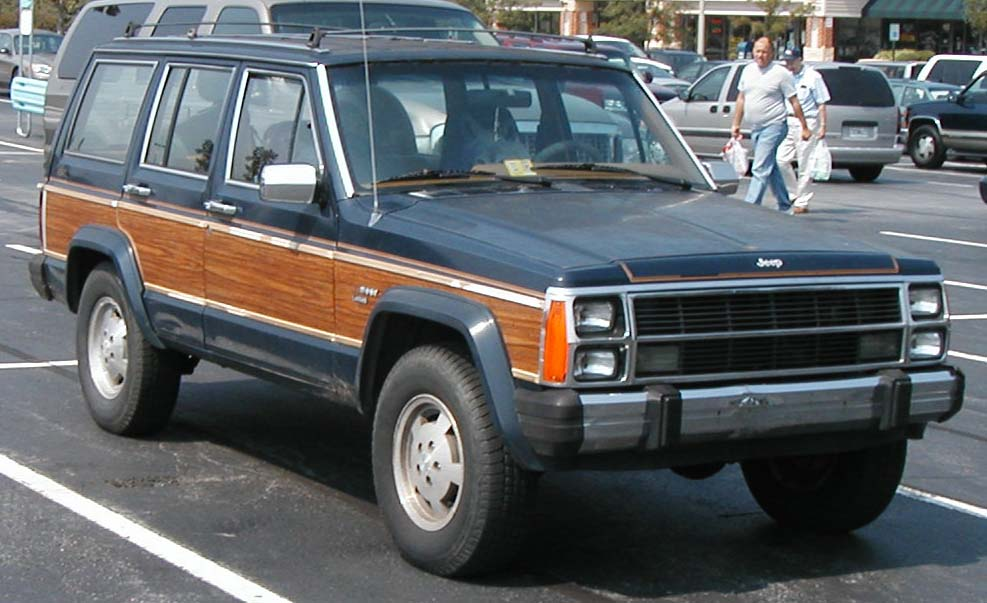
Jeep Wagoneer (XJ-Modell)

Die Namen Wagoneer und Cherokee tauchten 1984 bei den neuen, viel kleineren selbsttragenden XJ-Modellen wieder auf. Der SJ Wagoneer wurde aber Grand Wagoneer genannt und als Luxus-SUV vermarktet, obwohl er technisch unverändert war. Trotz des hohen Alters blieb der Grand Wagoneer beliebt. Die Geschäftsleitung von AMC dachte aber, dass doch eine Auffrischung erforderlich wäre, wenn sie auch nur leicht wäre. So wurden 1986 das Armaturenbrett, der Kühlergrill sowie die Heckleuchten überarbeitet und 1987, als Chrysler die Geschäfte übernahm, auch die Fahrzeugseiten mit Wurzelholzimitat leicht korrigiert.

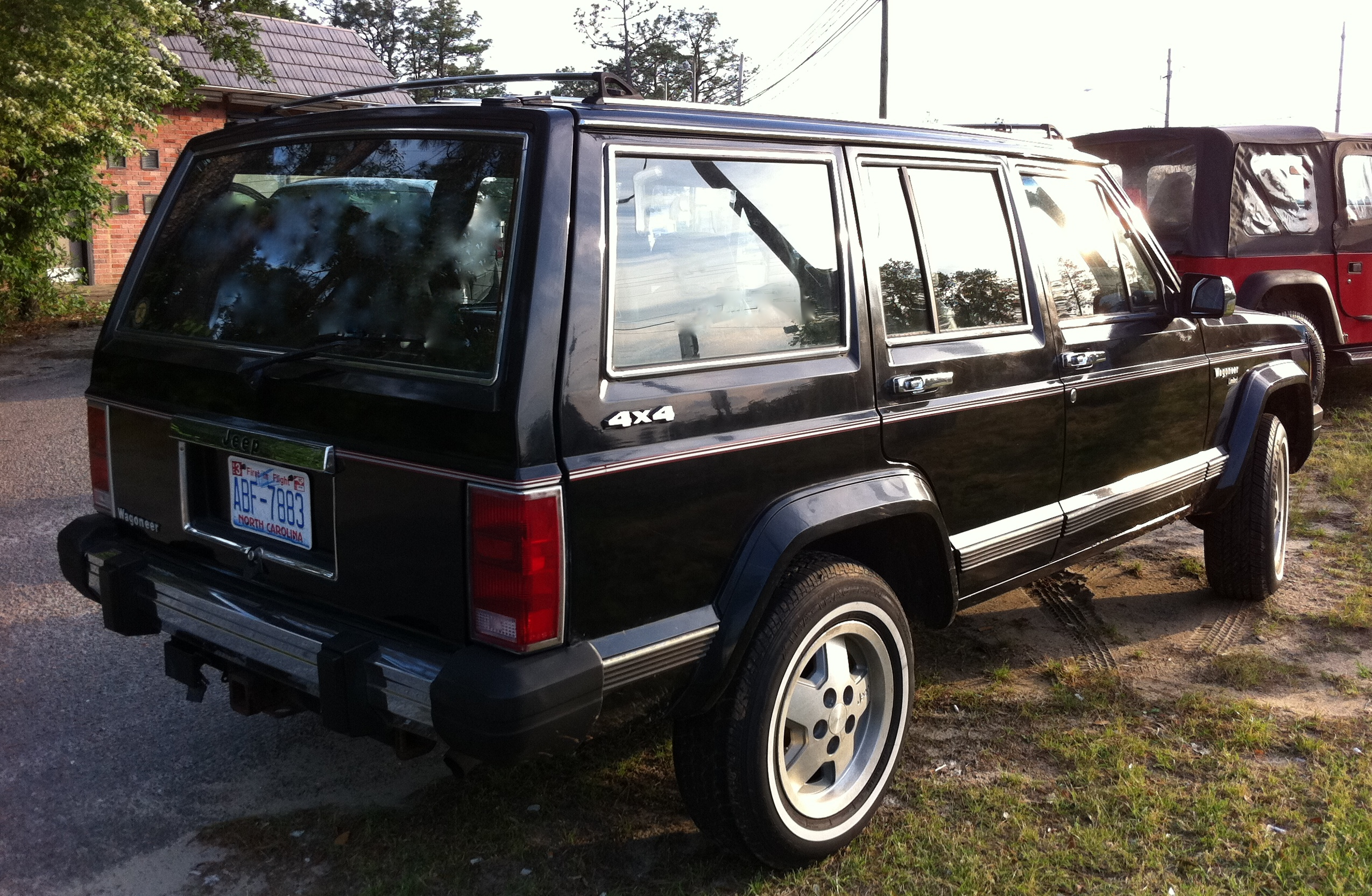
Wagoneer (XJ), 1989, Heckseitenansicht

Chrysler allerdings nahm fast keine Veränderungen am Grand Wagoneer vor und baute ihn sogar weiterhin mit dem alten AMC-V8 anstatt der eigenen, modernen V8 mit Benzineinspritzung. Chrysler führte in den letzten Produktionsjahren nur einige neue Ausstattungsdetails ein (wie z. B. eine Ablage im Wagendach und einen Heckscheibenwischer).
Die letzten 1560 SJ Grand Wagoneer wurden im Modelljahr 1991 hergestellt; 1992 wurden nur vier einzelne Exemplare gebaut, weil sie schon bestellt waren. Jedes dieser Fahrzeuge war mit einem „Final-Edition“-Schild versehen, das prominent auf dem Armaturenbrett angebracht war. Nach 30 Produktionsjahren endete schließlich das Zeitalter des Grand Wagoneer.

## Grand Wagoneer 1993
Nachdem der Grand Wagoneer nicht mehr gefertigt wurde, knüpfte die Chrysler-Geschäftsleitung ihre Hoffnungen an den Jeep Grand Cherokee, der sowohl den kleineren Cherokee als auch den größeren Grand Wagoneer ersetzen sollte.
Während der Vorbereitungsphase mussten sie erkennen, dass sowohl der Cherokee als auch der Grand Wagoneer noch sehr populär waren; doch die Kosten für eine grundlegende Überarbeitung des Grand Wagoneer wären zu hoch gewesen, wogegen der Cherokee mit einigen kleineren Verbesserungen überlebensfähig erschien. Der Cherokee wurde bis 2001 weitergebaut, aber nachdem der Grand Wagoneer eingestellt worden war, stellte die Firma nach dem Beginn des Modelljahres 1993 überraschend ein neues Modell vor.
Chrysler versuchte, dem echten Grand Wagoneer treu zu bleiben und bot einen Grand Wagoneer auf Basis des neuen Grand Cherokee an. Mit seinem 5,2-Liter-Chrysler-V8, seinen Fahrzeugseiten mit Holzimitat, seinen speziellen Plüschsitzen und besonderer Schalldämmung als Grundausstattung sah der „neue“ Grand Wagoneer genau nach dem aus, was er war: Ein übermäßig ausgestatteter Grand Cherokee. Dieser Grand Wagoneer war kleiner, hatte weniger Platz im Innenraum und ließ die imposante Präsenz des Originals vermissen. Noch dazu neigten die Holzimitate dieser Fahrzeuge auf Grand Cherokee-Basis zum Abblättern, und – anders als bei den älteren Wagoneers findet man selten einen 1993er Wagoneer mit intaktem Holzdekor. Die Fans ließen sich nicht täuschen und der 1993 Grand Wagoneer blieb im Verkauf hinter den Erwartungen der Geschäftsleitung zurück. So wurde der Grand Wagoneer endgültig eingestellt.

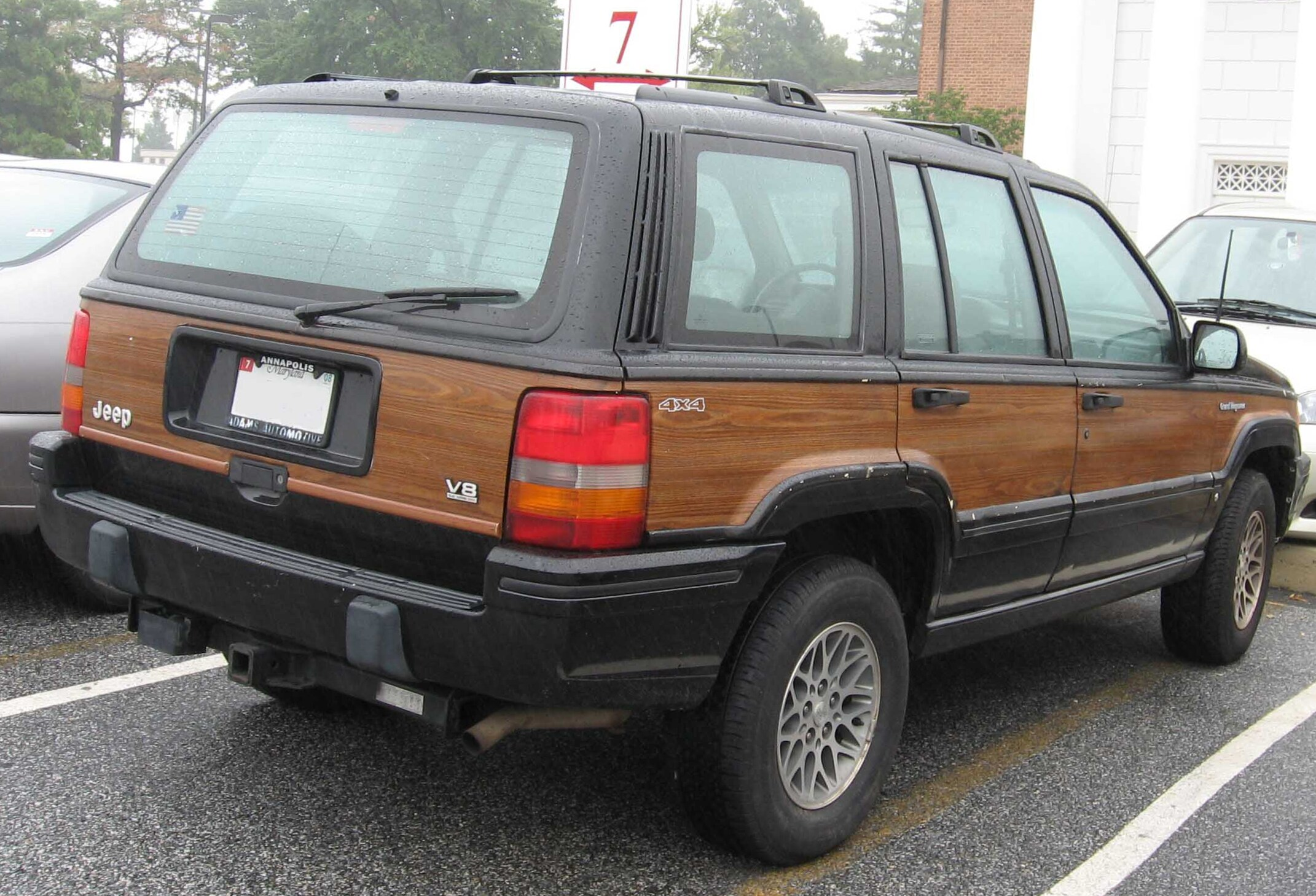
Heckansicht
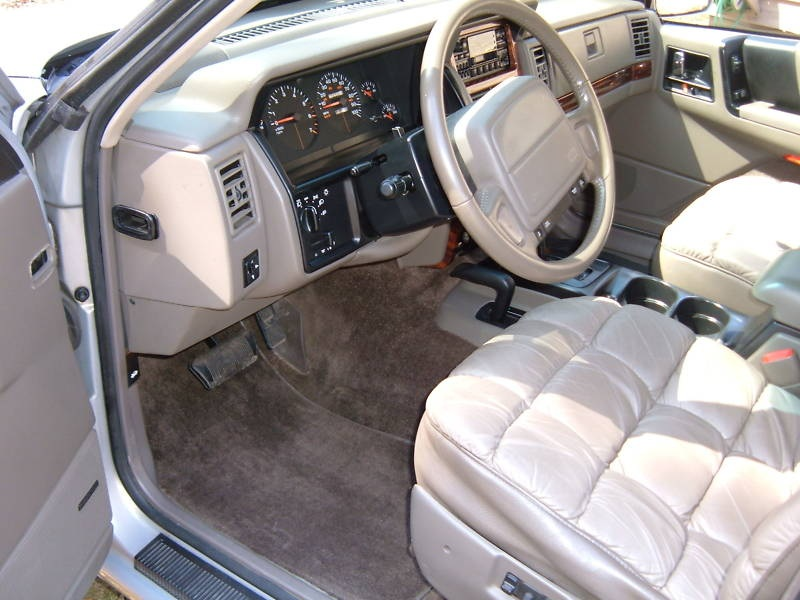
Innenraum

## (Grand) Wagoneer (seit 2021)
Am 3. September 2020 präsentierte Jeep mit dem Grand Wagoneer Concept ein seriennahes Fahrzeug, das einen Ausblick auf einen Full-Size-SUV, der seit dem Modelljahr 2022 angeboten wird, gab.
Das achtsitzige Serienfahrzeug wurde am 11. März 2021 vorgestellt. Es ist als Wagoneer und als höherwertiger ausgestatteter Grand Wagoneer verfügbar. Mit einer Länge von 5,45 Metern ist es unter anderem gegen den Chevrolet Tahoe oder den Ford Expedition positioniert. Der Wagoneer wird von einem 5,7-Liter-V8-Ottomotor mit 292 kW (397 PS) angetrieben. Hinterradantrieb ist serienmäßig, gegen Aufpreis ist Allradantrieb erhältlich. Im Grand Wagoneer kommt ein 6,4-Liter-V8-Ottomotor mit 351 kW (477 PS) und Allradantrieb zum Einsatz. Beide Varianten haben ein 8-Stufen-Automatikgetriebe. Die technische Basis liefert der Ram 1500, mit dem das Fahrzeug gemeinsam in Warren, Michigan produziert wird.
Die Langversion der Baureihe L präsentierte Jeep im April 2022 im Rahmen der New York International Auto Show. Hier wird ein neuer Reihensechszylinder-Ottomotor mit drei Litern Hubraum und Biturboaufladung verwendet. Er leistet 313 kW (426 PS) oder 380 kW (517 PS). Dieser kommt seit dem Modelljahr 2023 auch im Grand Wagoneer zum Einsatz. Mit der Einführung des Modelljahrs 2024 entfiel für die Baureihe der V8-Motor.

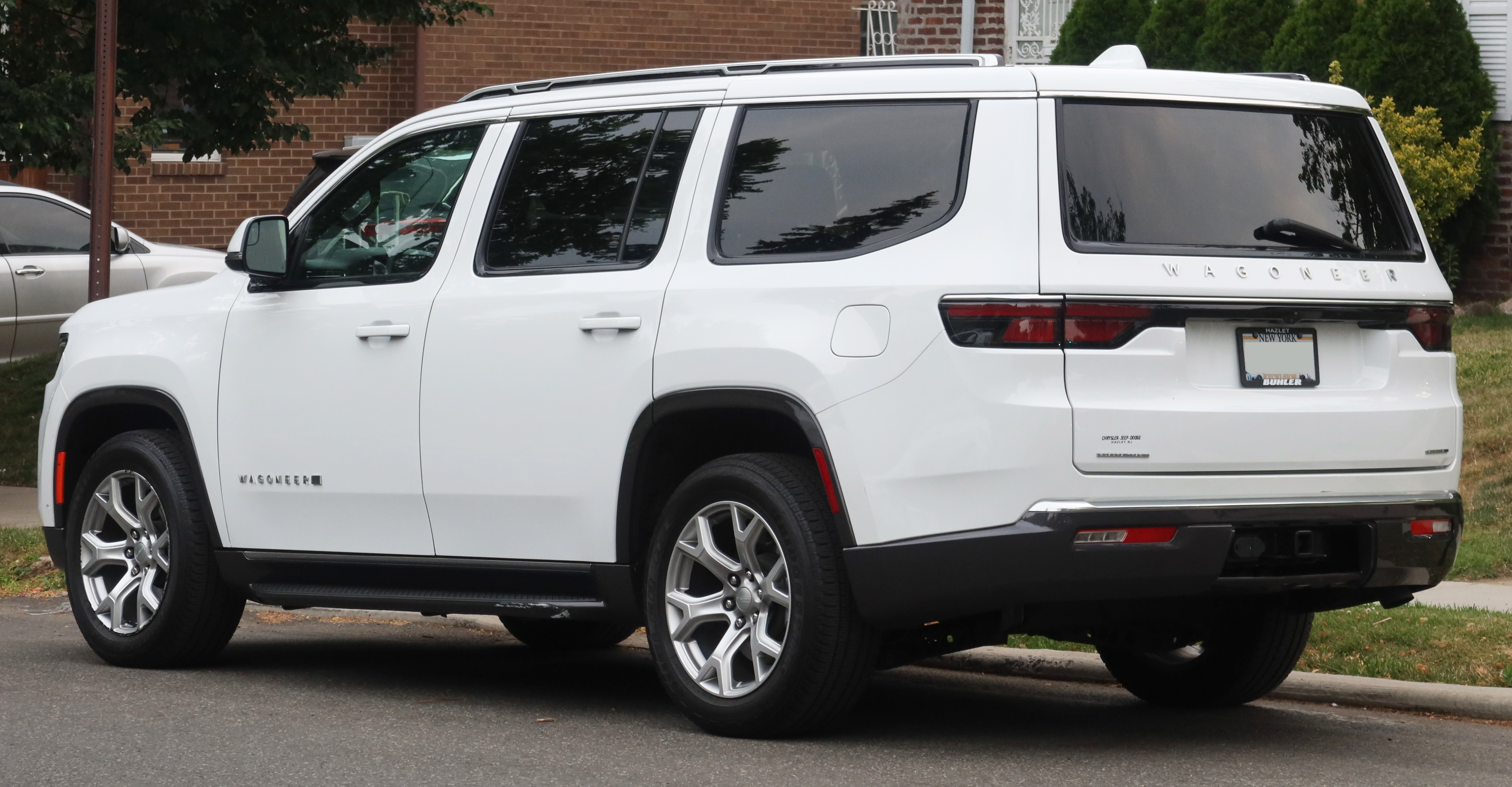
Heckansicht
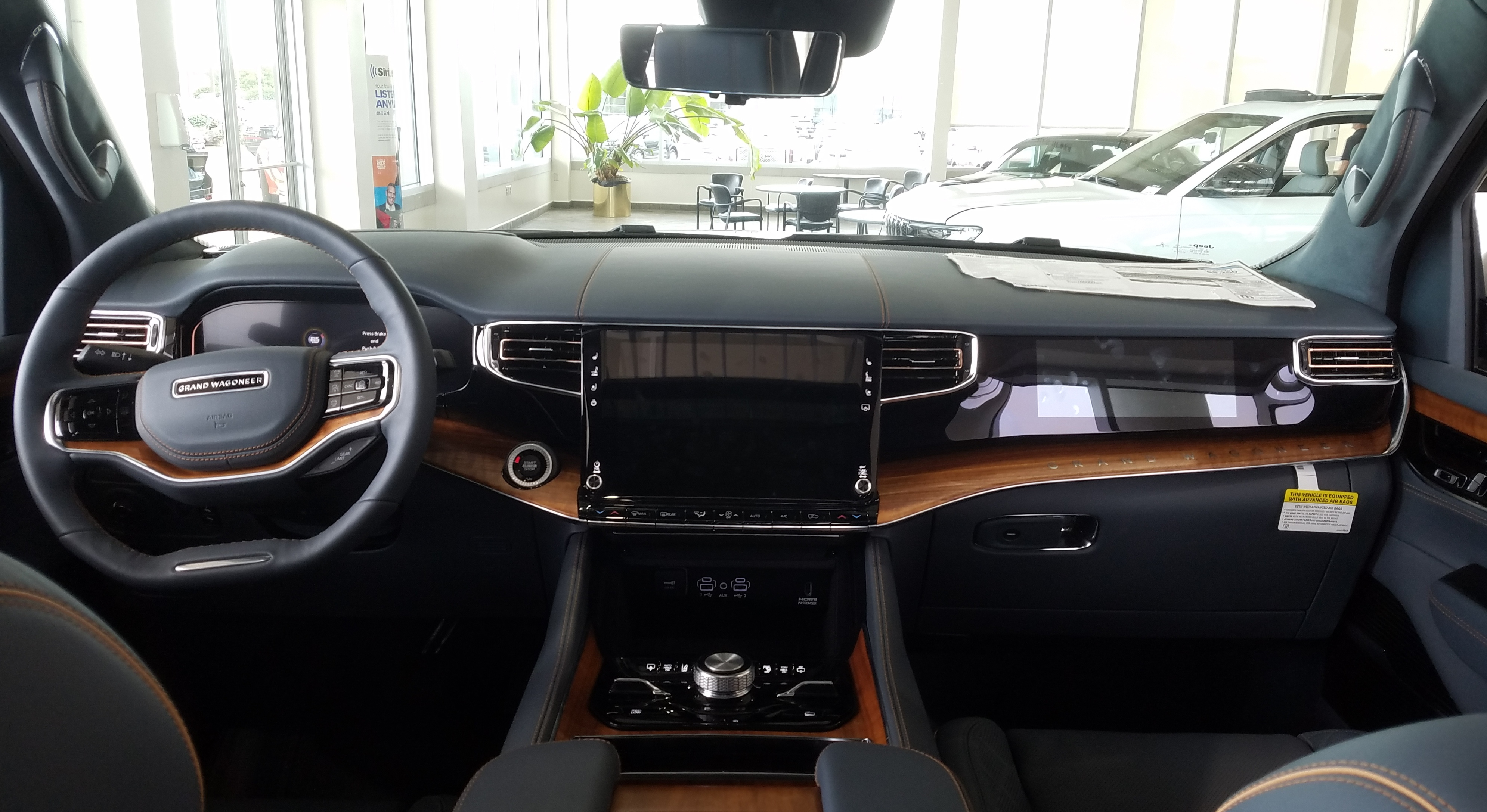
Armaturentafel
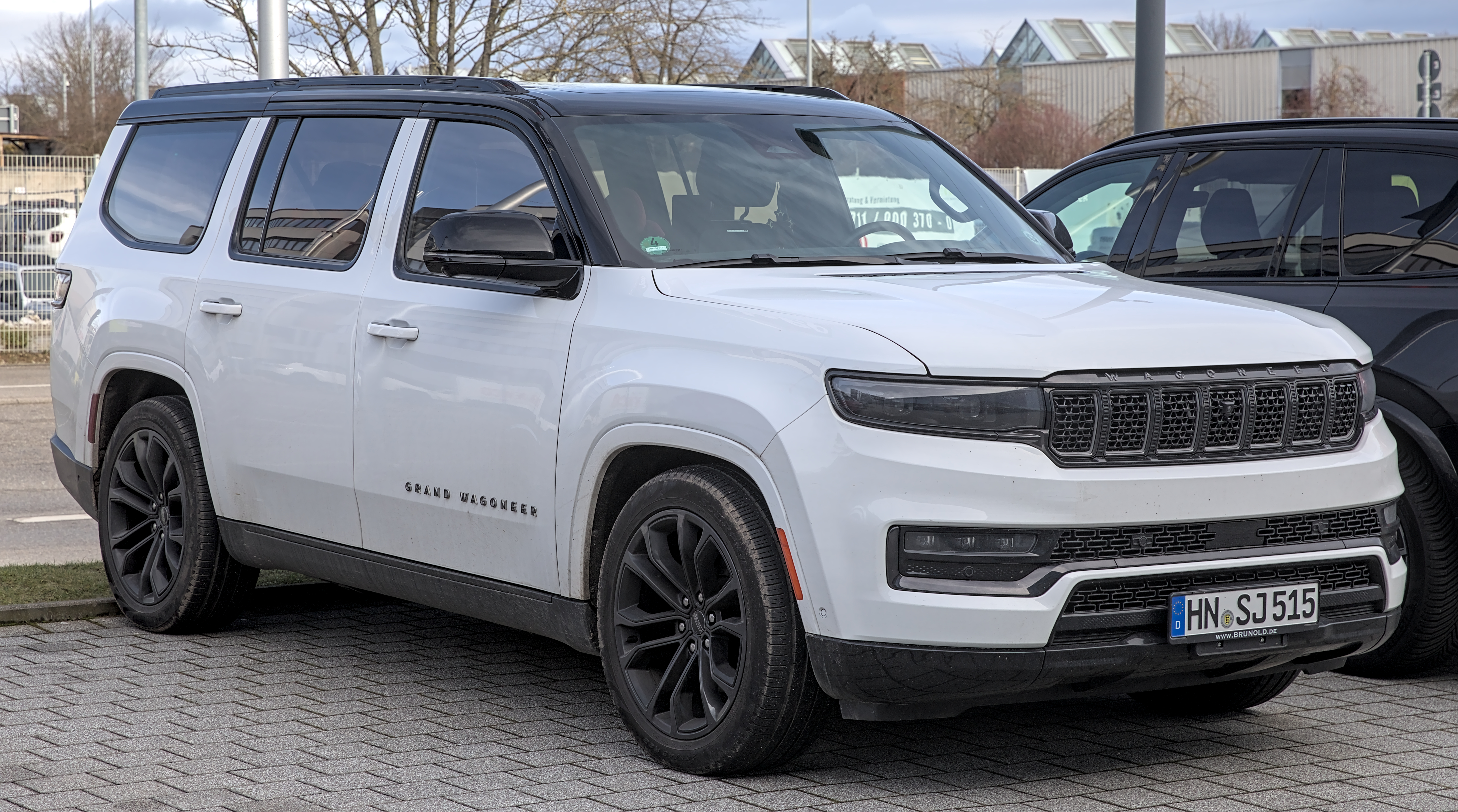
Jeep Grand Wagoneer (seit 2021)

## Trivia
- Der Wagoneer wurde gelegentlich für Rallyes eingesetzt, hauptsächlich in den USA. Wagoneers belegten den ersten und zweiten Platz in der ersten Sno*Drift-Rallye 1973.
- Der Grand Wagoneer war eines der letzten Fahrzeuge, die in den USA mit Vergasermotor verkauft wurden, lange nachdem alle anderen Wagen auf Benzineinspritzung umgestellt worden waren. Nur Isuzu mit seinem einfachen Pickup-Modell verkaufte noch 1993 eine Vergaserversion.
- Als die Fertigung der ersten Grand-Wagoneer-Generation eingestellt wurde, enthielt das Modell Teile aller drei großen US-Autofirmen und zusätzlich solche, die Chrysler von AMC übernommen hatte:
  - Chrysler-Automatikgetriebe A727
  - General-Motors-Lenksäulen, Schalter und Automatikgetriebe Turbo-Hydramatic 400 (während der 1970er-Jahre)
  - Ford-Vergaser und Motormanagement
  - AMC-Motoren (der V8 mit 5899 cm³ Hubraum)
- In Finnland wurden die Wagoneer ab Ende der 1970er-Jahre üblicherweise mit einem Valmet-411-Dieselmotor (4,4 Liter Hubraum, 60 kW bei 2200/min, 306 Nm bei 1460/min) verkauft. Diese Fahrzeuge verbrauchten typischerweise ca. 8,2 l/100 km und, wenn der Besitzer einen Turbolader installiert hatte, waren es nur noch 8,0 l/100 km.